# Ціна перемоги (фільм)
«Ціна перемоги» (англ. A Shot at Glory) — драматичний фільм режисера Майкла Корренте 2000 року. Головні ролі виконали Роберт Дюваль та Аллі МакКойст. Фільм розповідає про непросту долю невеликого футбольного клубу з Шотландії, що бере участь у національному Кубку і непрості взаємини головного тренера і легендарного футболіста, колишнього капітана команди.

## Сюжет
Тренер невеликого футбольного клубу з Шотландії вирішує взяти участь в національному Кубку, щоб врятувати клуб від переїзду до Ірландії, яким погрожує американський власник команди. Допомогти команді в досягненні успіху готовий легендарний нападник, який відчуває проблеми з алкоголем і уболівальниками. Проблема в тому, що нападник доводиться тренеру зятем і особиста неприязнь багато в чому заважає їхньому плідному співробітництву.